# Banco Holandés Unido (Casa Matriz)
La casa matriz del Banco Holandés Unido es un edificio característico de la arquitectura racionalista de Buenos Aires, Argentina. Se encuentra en el cruce de las calles 25 de Mayo y Bartolomé Mitre, en la city financiera del barrio de San Nicolás. Fue obra de Antonio Ubaldo Vilar y Franz Meyer, y se terminó hacia 1937. También alojó en ese momento a la Cámara Holandesa de Comercio y al Consulado de los Países Bajos.

## Historia
En los terrenos hoy ocupados por este edificio existían aún a comienzos del siglo XX dos viviendas de planta baja y un piso alto, con locales comerciales, propiedades del Sr. Gallardo. En 1908 su viuda, Ángela Lebrero de Gallardo y sus hijos, construyeron dos edificios de cuatro pisos altos. En uno de ellos se instaló ya el Banco Holandés de la América del Sud, que en 1933 cambió de nombre por Banco Holandés Unido.
Finalmente, y ante la necesidad de una sede central propia adecuada, el Banco adquirió los dos edificios para demolerlos y construirla allí. También tendrían sede en un piso del nuevo edificio la Cámara Holandesa de Comercio de Buenos Aires y el Consulado de los Países Bajos. 
Para ello, se eligió el proyecto realizado hacia 1935 por los arquitectos Antonio U. Vilar y Franz Meyer, que esgrimía al nuevo y sobrio estilo racionalista que aún generaba controversias en la Argentina, adonde los gustos por la arquitectura clásica y estaban muy asentados. La nueva sede del Banco Holandés Unido fue inaugurada en 1936, y la entidad permaneció allí hasta la década de 1970, cuando se inauguró su nueva casa en la calle Florida. Por otra parte, ya en 1965 el Consulado y la Cámara de Comercio se habían mudado a un edificio en la Avenida de Mayo.
En 1994, el ex edificio del Banco Holandés Unido fue remodelado interiormente por su nuevo propietario Interbienes S.A. Pasó a ser ocupado por el Banco Bisel, luego absorbido por el Banco Macro.

## Descripción

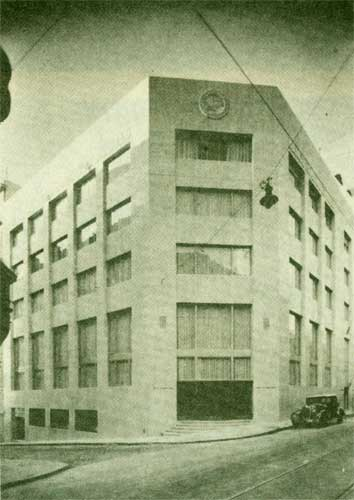
El aspecto original del edificio, en 1937

La casa matriz del Banco Holandés Unido estuvo condicionada en su proyecto por la existencia de una fuerte pendiente que desciende desde la calle 25 de Mayo a la Avenida Leandro N. Alem. Así, Vilar tuvo que diseñar un subsuelo, que hacia el fondo del edificio salía hacia el exterior, con ventanas a la altura de la vereda. La fachada, de gran sobriedad, se asemeja a un sencillo cuerpo geométrico, donde se destacan los amplios ventanales y un sobrio reloj sobre la ochava.
La entrada a la sucursal bancaria se ubicó sobre la esquina, accediendo mediante una escalinata a una planta baja con entrepiso en galería. Otro acceso está sobre la barranca de la calle Mitre, y llevaba directamente al primer sótano, donde funcionaba la Sección Inmigrantes, dedicada exclusivamente a clientes llegados de Países Bajos. Un segundo sótano alojaba a la sección de Títulos, al archivo del banco, las cajas de seguridad y el sector de servicios.
En la planta baja, las marquesinas de atención al público estaban concentradas en el centro de la planta, y en el entrepiso se instalaron oficinas con vistas al vacío que daba a la planta baja. El primer piso también estaba destinado a atención al público, pero con los mostradores distribuidos de forma perimetral; mientras en el segundo piso había oficinas. El tercer y último nivel estaba reservado a la Cámara de Comercio y al Consulado.

### Reformas
En 1994, se le agregó un piso más, retirado con respecto a la fachada original. Las obras estuvieron a cargo del estudio Vincent y Asociados y de la constructora CRIBA S.A.
Luego de que el Banco Bisel fuera absorbido por el Macro, el edificio pasó a otras manos y se destinó a oficinas. Debido a ello, fue reformado y se eliminó la entrada a la sala de atención al público en la ochava, dejando como acceso principal el de la calle 25 de Mayo 81.
Los nuevos propietarios hicieron reformas adecuando el edificio a las necesidades actuales respetando el carácter y el estilo original. Hoy día el inquilino más antiguo es Afianzadora Latinoamericana  que ocupa los pisos tres y cuatro desde los cuales se tiene una vista inmejorable del importante reloj que se ubica en la fachada del edificio que ocupa el Ministerio del Interior, en la manzana de enfrente. Los amplios ventanales permiten el ingreso de luz de manera excepcional para una edificio ubicado a escasos cien  metros de la histórica Plaza de Mayo.
Justamente este hecho produjo en los últimos años dificultades a sus ocupantes debido a las incomodidades que se presentan por los continuos cortes que efectúa la Policía Federal en la esquina del mismo para impedir el paso de los manifestantes a la Plaza de Mayo.  Por esa razón el edificio volvió a abrir  su entrada por la ochava de Bartolomé Mitre y 25 de mayo.